# St. Viti (Badeborn)

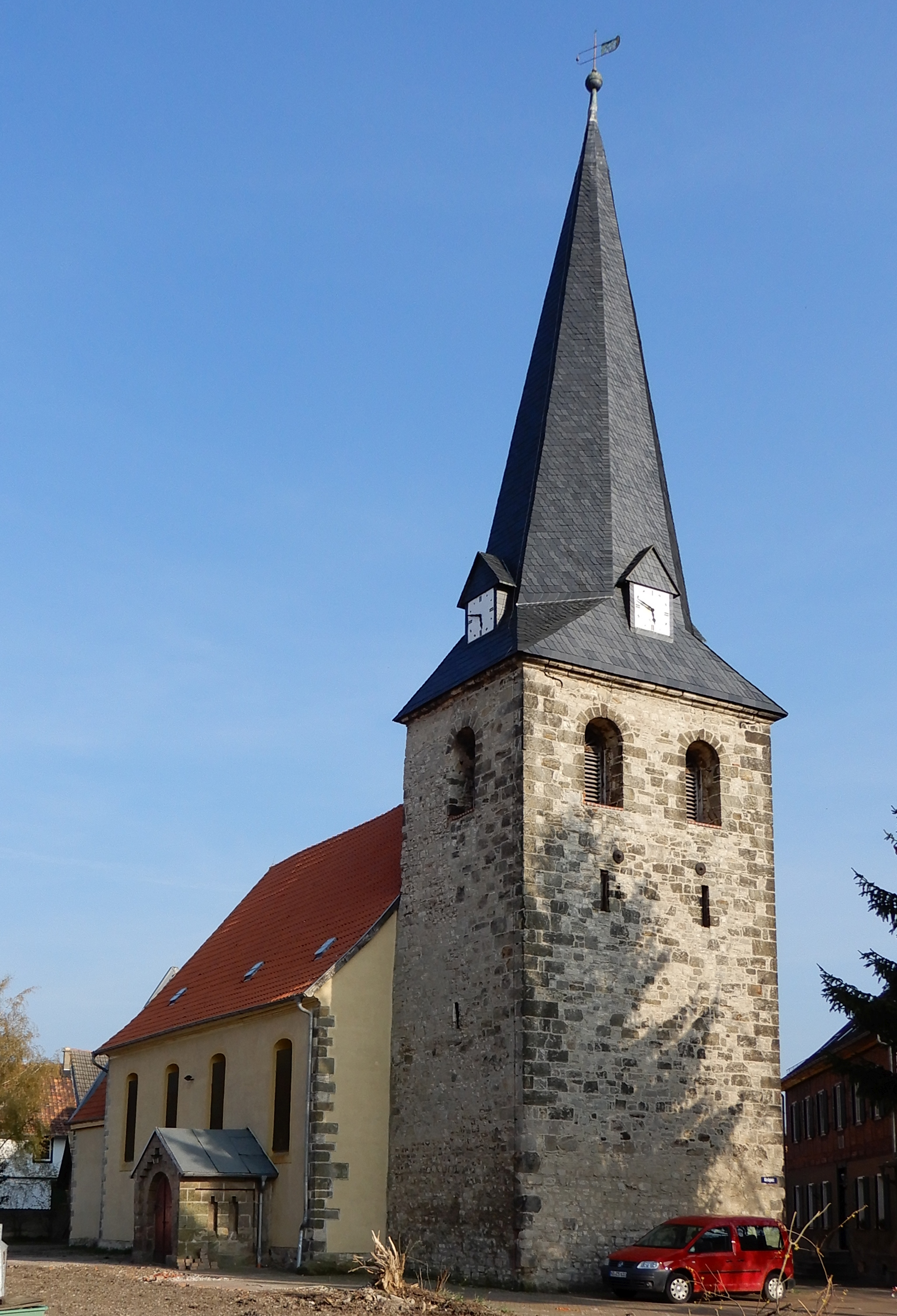
St. Viti (Badeborn)

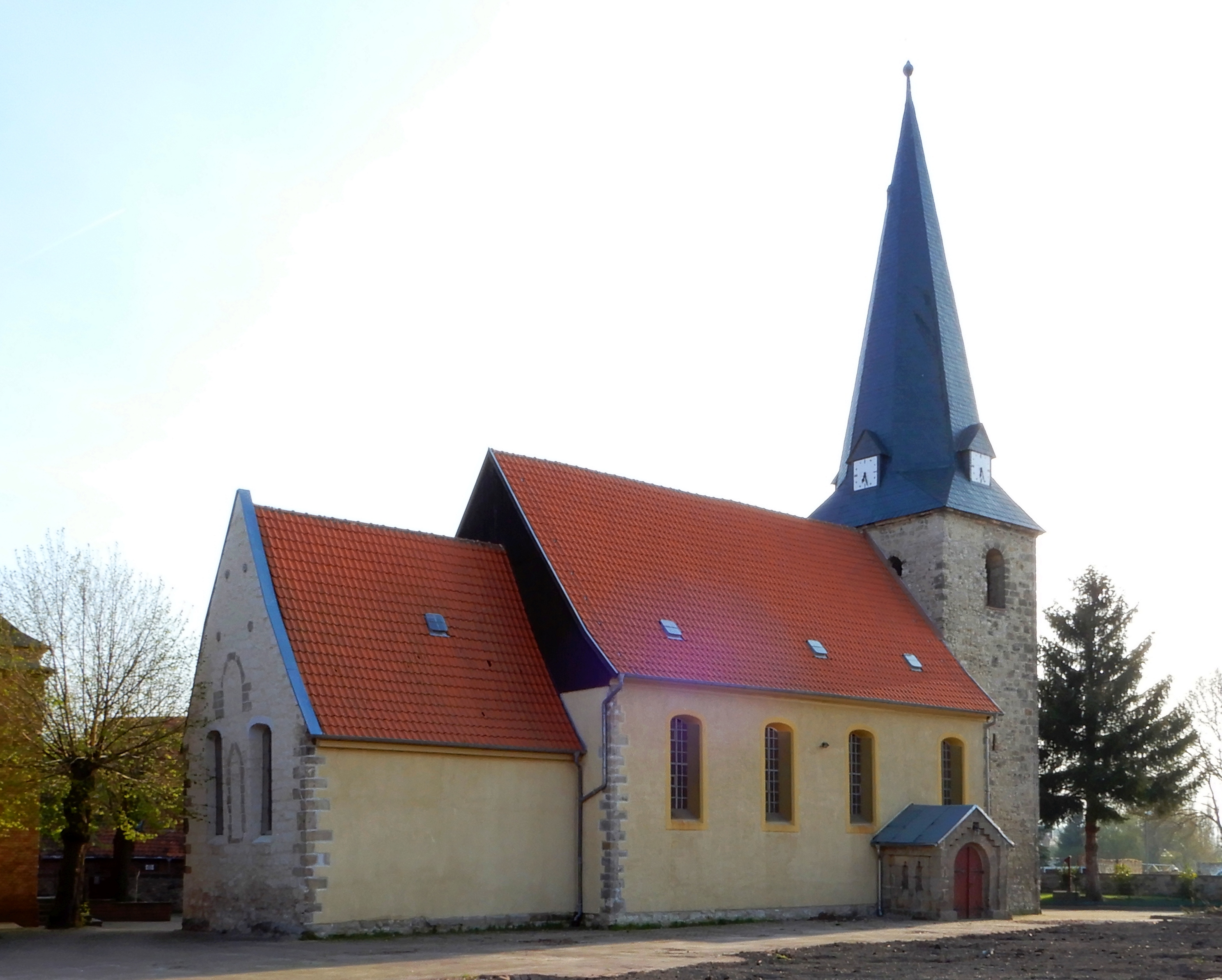
Nordseite mit Vorhalle

Die evangelische Kirche St. Viti ist eine im Kern mittelalterliche, barock und historistisch überarbeitete Saalkirche im Ortsteil Badeborn von Ballenstedt im Landkreis Harz in Sachsen-Anhalt. Sie gehört zur Kirchengemeinde Frose im Kirchenkreis Ballenstedt der Evangelischen Landeskirche Anhalts.

## Geschichte und Architektur
Die Kirche St. Viti ist eine Saalkirche mit Westturm und gerade schließendem, eingezogenem Chor. Ein Bauwerk des 13. Jahrhunderts ist anstelle eines erheblich älteren Vorgängers überliefert; möglicherweise sind Teile von diesem erhalten, etwa das Sternmuster außen an der Ostwand. Der schlichte, querrechteckige spätromanische Westturm mit schlankem Spitzhelm wurde 1874 unter Berücksichtigung romanischer Formen weitgehend erneuert. Das Schiff und der Chor wurden barockisierend umgebaut, an der Ostwand ist noch ein zugesetztes spitzbogiges Fenster erkennbar. Aus dem Jahr 1874 stammen auch die beiden kleinen Eingangsvorhallen mit gemusterter Schieferdeckung.

## Ausstattung
Das flachgedeckte Innere ist von einer Hufeisenempore umgeben, die auf der Nordseite in den Formen der niederländischen Renaissance des 16. Jahrhunderts mit Kerbschnitt und Sternmuster beschnitzt ist. Die schlichte hölzerne Kanzel ist ein Werk des 17. Jahrhunderts.
Die Orgel ist ein Werk von Emil Reubke aus dem Jahr 1883 mit 20 Registern auf zwei Manualen und Pedal, die 1999 von Kapischke & Friedrich überarbeitet wurde. Die Disposition lautet:
| I Hauptwerk C–f3 |        |
| Bordun           | 16′    |
| Principal        | 08′    |
| Hohlflöte        | 08′    |
| Gedackt          | 08′    |
| Viola di Gamba   | 08′    |
| Oktave           | 04′    |
| Flûte Harmonique | 04′    |
| Quinte           | 02 ⁄3′ |
| Oktave           | 02′    |
| Mixtur III       |        |

| II Schwellwerk C–f3 |    |
| Geigenprincipal     | 8′ |
| Flûte Harmonique    | 8′ |
| Lieblich Gedackt    | 8′ |
| Violine             | 8′ |
| Flauto Dolce        | 4′ |
| Salicional          | 4′ |

| Pedal C–d1 |     |
| Subbaß     | 16′ |
| Violon     | 16′ |
| Oktavbaß   | 08′ |
| Gedacktbaß | 08′ |

- Koppeln: Manualkoppel, Pedalkoppel
- Spielhilfen: Kalkantenglocke